# Церковь Казанской иконы Божией Матери (Горбово)
Церковь Казанской иконы Божией Матери в Горбове (Казанская церковь) — православный храм Рузского благочиния Московской епархии, расположенный в деревне Горбово Рузского района Московской области.

## История
Первый храм в сельце Гоброво, в честь Казанской иконы Божией матери (с приделом Святого Иова), был построен боярином Богданом Хитрово в 1644 году, в 1702 году храм был перестроен тогдашним владельцем села графом Никитой Зотовым.
В конце XVIII века (по другим данным — в 1792 году) князь Алексей Хованский начал строительство нового храма того же посвящения, с приделом пророка Илии, законченное в 1802 году.
В Отечественную войну, в 1812 году, храм был осквернён и разграблен, переосвящён в том же году.
В 1884 году произведена перестройка здания — расширена и соединена с колокольней трапезная, сооружена двускатная крыша.
Храм был закрыт в 1930-е годы, сильно пострадал в годы Великой Отечественной войны и практически разрушен в послевоенное время.
С мая 2012 года регулярно по субботам в храме совершается Божественная литургия.